# Australian Centre for Contemporary Art

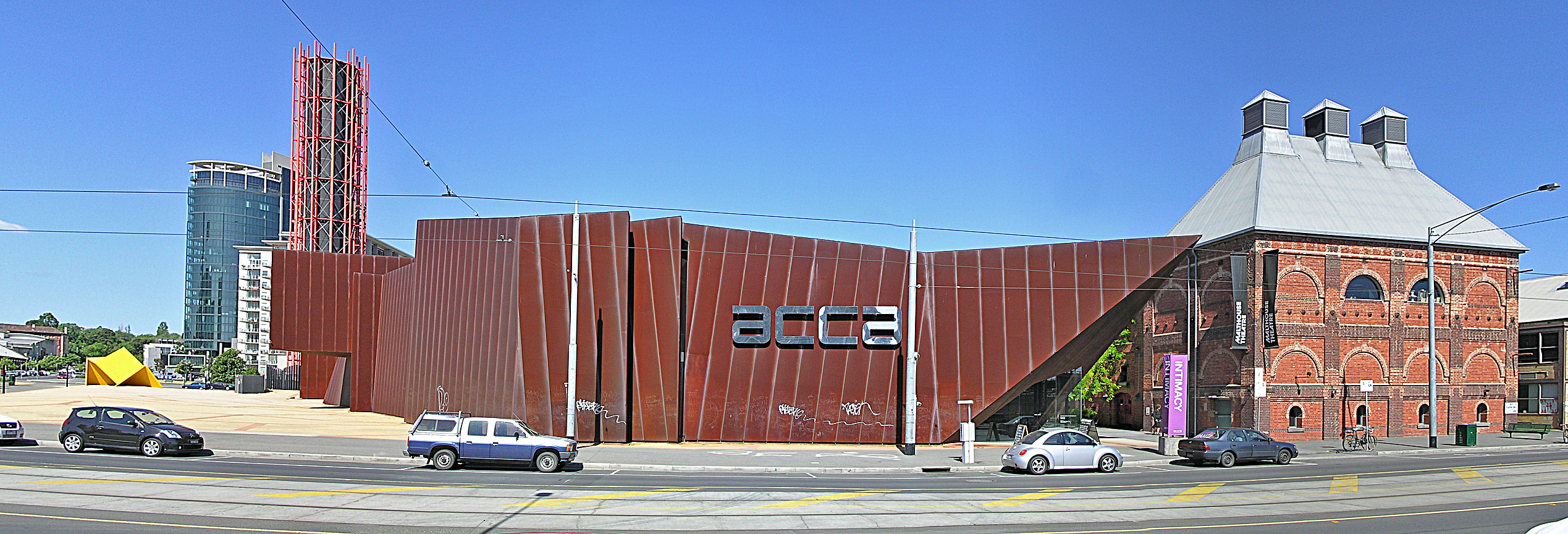
Australian Centre for Contemporary Art met rechts het Malthouse Theatre en links de sculptuur Vault (The Yellow Peril)

Australian Centre for Contemporary Art (ACCA) is een expositieruimte voor hedendaagse kunst, gelegen in de voorstad Southbank van Melbourne in Australië.
Het moderne gebouw van de lokale architecten Roger Wood en Randal Marsh, dat is bedoeld als een kunsthal naar Duits voorbeeld, dateert van 1980 en is geheel bekleed met cortenstaal. Het aangrenzende gebouw, waarmee een centrale binnenplaats wordt gedeeld, is het Malthouse Theatre, bestemd voor diverse podiumkunsten.
Ieder jaar worden vijf wisseltentoonstellingen georganiseerd. De exposities variëren van solo- tot groepstentoonstellingen met hedendaagse kunst van Australische en internationale kunstenaars.

## Vault
Naast het gebouw bevindt zich het omstreden kunstwerk Vault, dat in 1980 voor het City Square van Melbourne werd ontworpen door de beeldhouwer Ron Robertson-Swann, maar moest verhuizen naar het Batman Park. De sculptuur kreeg pas in 2002 een definitieve plaats bij het ACCA-complex. Het beeld heeft de weinig vleiende bijnaam het gele gevaar (Yellow Peril) gekregen.